# Pauline Pfeiffer
Pauline Marie Pfeiffer (22. juli 1895, Parkersburg i Iowa – 21. oktober 1951) var en amerikansk journalist og forfatteren Ernest Hemingways anden kone.

## Tidlige liv
Pauline Marie Pfeiffer var født i Parkersburg, Iowa i 1895. I 1918 fik hun sin eksamen i journalistik fra University of Missouri School of Journalism. Hun arbejdede ved aviser i Cleveland og i New York og magasinet Vanity Fair, før hun fik ansættelse ved magasinet Vogue. Det var netop for Vogue, hun flyttede til Paris, hvor hun mødte Ernest Hemingway og dennes kone Hadley Richardson. Paulien Pfeiffer og Ernest Hemingway indledte en affære, og i 1927 blev de gift, efter Hemingways skilsmisse fra Hadley Richardson.

## Ægteskabet med Hemingway og derefter
Pfeiffer og Hemingway fik to sønner, Patrick og Gregory Hemingway, men familielivet var meget problematisk. Pfeiffer var troende katolik, og  Hemingway konverterede til katolicismen. Under den Spanske Borgerkrig var ægteparret meget uenige i deres holdninger. Hemingway sympatiserede med den republikansk-socialistiske side, mens Pfeiffer på baggrund af sin tro holdt med de pro-katolske falangister. Under Hemingways rejse i 1937 til Spanien for at berette om krigen indledte han en affære med krigskorrespondenten Martha Gellhorn. Tre år senere i 1940 blev Hemingway skilt fra Pfeiffer og giftede sig tre uger senere med Gellhorn.
Paulien Pfeiffer tilbragte resten af sit liv i Key West i Florida til 1951.